# 体感温度

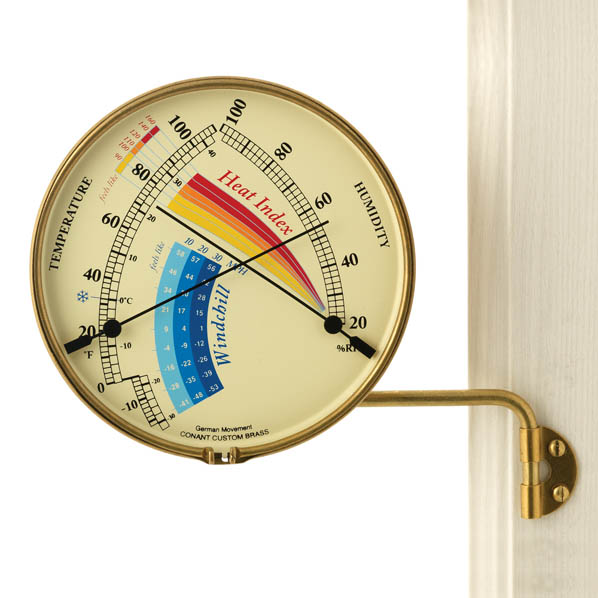
温度計と湿度計の針の交点から体感温度を知ることができる測定器具

体感温度（たいかんおんど）とは、人間の肌が感じる温度の感覚を、定量的に表したものである。人間の温度感覚は、皮膚面の水分（汗）が蒸発したり、皮膚面の熱が奪われたりすることで生ずるものである。こうした体感温度は気温だけでなく、実際には湿度や風速等によって影響されやすく、たとえば多くの場合は風が強いときほど体感温度は下がる。したがって、気温をそれらの数値で補正する。
ただし体感温度は、以下で示す湿度・風速・日照量といった気象・環境条件の他に、服装・代謝量・年齢・性別・健康状態等、人体条件の影響も受けるため、その感覚は千差万別である。また、しばしば簡潔な算出式が使われるため、誤差なく表せる範囲にも限界がある。これらの理由で、目的や適用範囲に違いのある多くの指標がある（たとえば、高温のストレスを表すための指標であるヒートインデックスを、低温のストレスを判断するために用いることはできない）。
以下、気温（℃）を T、相対湿度 (%) を H、風速 (m/s) を v とする。特に断らない限り、風速は風速計（原則として高さ10メートル）での測定値である。

## 湿度による補正
ミスナール (Missenard, 1937) は、湿度の効果を加えた式
{\displaystyle M=T-{\frac {1}{2.3}}\times (T-10)\times \left(0.8-{\frac {H}{100}}\right)}
を考案した。ただし、低温の場合、湿度が体感温度に与える影響は高温の場合ほど大きくないため、この式の適用範囲は、温暖な温度に限られる。
不快指数は華氏温度 で表現されるものであるが、上記のミスナールの式同様、定数項、Tの項、Hの項、T*Hの項の4項の多項式による値である。気温と湿度から導出するこの表式は入力が摂氏で出力が華氏なのには注意したい。
ジョージ・ウィンターリング (George Winterling, 1978) が考案したヒューミチャー (humiture) は、現在はヒートインデックス  (heat index, HI) と呼ばれ、アメリカ合衆国の国立気象局 (NWS) が採用している。ロバート・ステッドマン(Robert G. Steadman)によるHI (彼自身は apparent temperature と呼称) の定義は数式を反復利用するもので、これまでに数多くの近似方法が考案されている。その21種類の中で最も残差の小さくなるのはNWSのアルゴリズムで、以下の四式を採用している。この中でNWSは、低温でSteadmanの結果に合う(1.1 * TF )という一次の項を持つ第三式の値とTF それ自身の平均が80 °Fを越える高温の時は、二種のadjustmentを伴う残りの三式(Lans P. Rothfuszの近似式)を使うことを提案している。なお、上記の残差最小の判定には、より低温でHI = TF  (TF  < 40 °F)のステップが加わる、また別のアルゴリズムが使われている。なお、場合分けを伴わない式としては、下記のカナダ気象局 (MSC) 採用のhumidexやオーストラリア気象局 (BOM) 採用のAT (apparent temperature)の定義式と同じく指数関数(exp)を用いたものが最も残差が少ない。
{\displaystyle HI={\begin{cases}HI_{\mathrm {unadjusted} }-{\frac {13-H}{4}}{\sqrt {\frac {17-|T_{\mathrm {F} }-95|}{17}}}&{\mbox{when }}H<13{\mbox{ and }}80\leq T_{\mathrm {F} }\leq 112\\HI_{\mathrm {unadjusted} }+{\frac {H-85}{10}}\times {\frac {87-T_{\mathrm {F} }}{5}}&{\mbox{when }}H>85{\mbox{ and }}80\leq T_{\mathrm {F} }\leq 87\\0.5\times (T_{\mathrm {F} }+61.0)+0.6\times (T_{\mathrm {F} }-68.0)+0.047\times H&{\mbox{when }}T_{\mathrm {F} }<80\\HI_{\mathrm {unadjusted} }&{\mbox{Otherwise}}\end{cases}}}
なおここで、気温 TF は華氏温度 (°F)
{\displaystyle T_{\mathrm {F} }={\tfrac {9}{5}}T+32}
であり、HIunadjustedは以下の式から算出される。
{\displaystyle HI_{\mathrm {unadjusted} }=-42.379+2.04901523T_{\mathrm {F} }+10.14333127H-0.22475541T_{\mathrm {F} }H-0.00683783{T_{\mathrm {F} }}^{2}-0.05481717H^{2}+0.00122874{T_{\mathrm {F} }}^{2}H+0.00085282T_{\mathrm {F} }H^{2}-0.00000199{T_{\mathrm {F} }}^{2}H^{2}}

J.M. Masterton and F.A. Richardson (1979) による「ヒューミデックス humidex」は、カナダ気象局 (MSC) が採用していて、
{\displaystyle humidex=T+0.5555\times (P_{\mathrm {aq} }-10)}
で表される。この式は、湿度の代わりに水蒸気圧 Paq (hPa) を使い、その値は露点 Tdew (℃) を使って
{\displaystyle P_{\mathrm {aq} }=6.11\times \exp \left\{5417.7530\times \left({\frac {1}{273.16}}-{\frac {1}{T_{\mathrm {dew} }+273.16}}\right)\right\}}
で求められる。Paq を湿度と気温から求める式は、下記オーストラリア気象局 (BOM) のAT (apparent temperature)の項にある。

湿球黒球温度 (WBGT) はISO 7243 などで標準化されており、
{\displaystyle WBGT={\begin{cases}0.7\times T_{\mathrm {W} }+0.2\times T_{\mathrm {G} }+0.1\times T\\0.7\times T_{\mathrm {W} }+0.3\times T_{\mathrm {G} }\end{cases}}}
で表される。TW は湿球温度、TG は黒球温度である（これらに対比するなら T は乾球温度となる）。第1式は日照のある屋外、第2式は屋内または日照のない場合に使われる。

## 風による補正
日本では俗に、風速が1m/s増すごとに体感温度は約1℃ずつ低くなると言われているが、実際は風が強くなるほど体感温度の低下効果が逓減する非線形性があり、また気温によっても差がある（暑いと風があっても体感温度はあまり下がらないが、寒いと急激に下がる）。
リンケは、風速の効果を加えた式
{\displaystyle L=T-4\times {\sqrt {v}}}
を考案した。この式では風速変化の非線形性が取り入れられているものの、気温の高低による体感気温の変化は考慮されていない。

米NWSは、windchill temperature（wind chill equivalent temperature、wind chill index などとも）
{\displaystyle WC={\begin{cases}35.74+0.6215\times T_{\mathrm {F} }-35.75\times {v_{\mathrm {mi/h} }}^{0.16}+0.4275\times T_{\mathrm {F} }{v_{\mathrm {mi/h} }}^{0.16}&{\mbox{when }}v_{\mathrm {mi/h} }\geq 3\\T_{\mathrm {F} }&{\mbox{when }}v_{\mathrm {mi/h} }<3\end{cases}}}
を使っている。TF は華氏温度、vmi/h はマイル毎時での風速である。冪の指数が0.16になっていることから、非線形性はリンケの式より強い。また、気温による差が取り入れられている。

カナダ気象局 (MSC) が使用するwindchill temperatureは、以下の式を用いて
{\displaystyle WC={\begin{cases}13.12+0.6215\times T-11.37\times {v_{\mathrm {km/h} }}^{0.16}+0.3965\times T{v_{\mathrm {km/h} }}^{0.16}&{\mbox{when }}T<0{\mbox{ and }}v_{\mathrm {km/h} }\geq 5\\T+{\frac {-1.59+0.1345\times T}{5}}v_{\mathrm {km/h} }&{\mbox{when }}T<0{\mbox{ and }}v_{\mathrm {km/h} }<5\end{cases}}}
で表される。ここでvkm/h はキロメートル毎時での風速であり、適用範囲を氷点下に限定している。

## 複数の要因による補正
グレゴルチュク (Gregorczuk, 1972) は、ミスナールの式を改良した「NET (net effective temperature)」を考案した。NETは相対湿度と風速を考慮しており、
{\displaystyle NET=37-{\frac {37-T}{0.68-0.0014\times H+{\frac {1}{1.76+1.4\times v^{0.75}}}}}-0.29\times T(1-{\frac {H}{100}})}
で表される。この式は、ミスナールと異なり低温にも適用できる。

高温下では日照も体感温度に影響をもたらす。オーストラリア気象局 (BOM) は、相対湿度・風速に加え日光の放射照度を考慮したAT (apparent temperature)
{\displaystyle AT=T+0.348\times P_{\mathrm {aq} }-0.70\times v+0.70\times {\frac {Q}{v+10}}-4.25}
を使っている。ここで、Q は日光の放射照度 (W/m2) 、Paq は水蒸気圧 (hPa) を示し、Paq は湿度と気温から
{\displaystyle P_{\mathrm {aq} }=6.105\times {\frac {H}{100}}\times \exp \left({\frac {17.27\times T}{237.7+T}}\right)}
と求められる。この3つのパラメータはいくつかの組がある。また、4つのパラメータで更に精度を上げた式も存在する。

## 図表
|              |    | 気温 (℃) |    |    |    |    |    |    |    |    |    |    |    |    |    |    |    |
| 27           | 28 | 29       | 30 | 31 | 32 | 33 | 34 | 35 | 36 | 37 | 38 | 39 | 40 | 41 | 42 | 43 |    |
| 相対湿度 (%) |    |          |    |    |    |    |    |    |    |    |    |    |    |    |    |    |    |
| 40           | 27 | 28       | 29 | 30 | 31 | 32 | 34 | 35 | 37 | 39 | 41 | 43 | 46 | 48 | 51 | 54 | 57 |
| 45           | 27 | 28       | 29 | 30 | 32 | 33 | 35 | 37 | 39 | 41 | 43 | 46 | 49 | 51 | 54 | 57 |    |
| 50           | 27 | 28       | 30 | 31 | 33 | 34 | 36 | 38 | 41 | 43 | 46 | 49 | 52 | 55 | 58 |    |    |
| 55           | 28 | 29       | 30 | 32 | 34 | 36 | 38 | 40 | 43 | 46 | 48 | 52 | 55 | 59 |    |    |    |
| 60           | 28 | 29       | 31 | 33 | 35 | 37 | 40 | 42 | 45 | 48 | 51 | 55 | 59 |    |    |    |    |
| 65           | 28 | 30       | 32 | 34 | 36 | 39 | 41 | 44 | 48 | 51 | 55 | 59 |    |    |    |    |    |
| 70           | 29 | 31       | 33 | 35 | 38 | 40 | 43 | 47 | 50 | 54 | 58 |    |    |    |    |    |    |
| 75           | 29 | 31       | 34 | 36 | 39 | 42 | 46 | 49 | 53 | 58 |    |    |    |    |    |    |    |
| 80           | 30 | 32       | 35 | 38 | 41 | 44 | 48 | 52 | 57 |    |    |    |    |    |    |    |    |
| 85           | 30 | 33       | 36 | 39 | 43 | 47 | 51 | 55 |    |    |    |    |    |    |    |    |    |
| 90           | 31 | 34       | 37 | 41 | 45 | 49 | 54 |    |    |    |    |    |    |    |    |    |    |
| 95           | 31 | 35       | 38 | 42 | 47 | 51 | 57 |    |    |    |    |    |    |    |    |    |    |
| 100          | 32 | 36       | 40 | 44 | 49 | 54 |    |    |    |    |    |    |    |    |    |    |    |